# Bušín (Mohelnice)

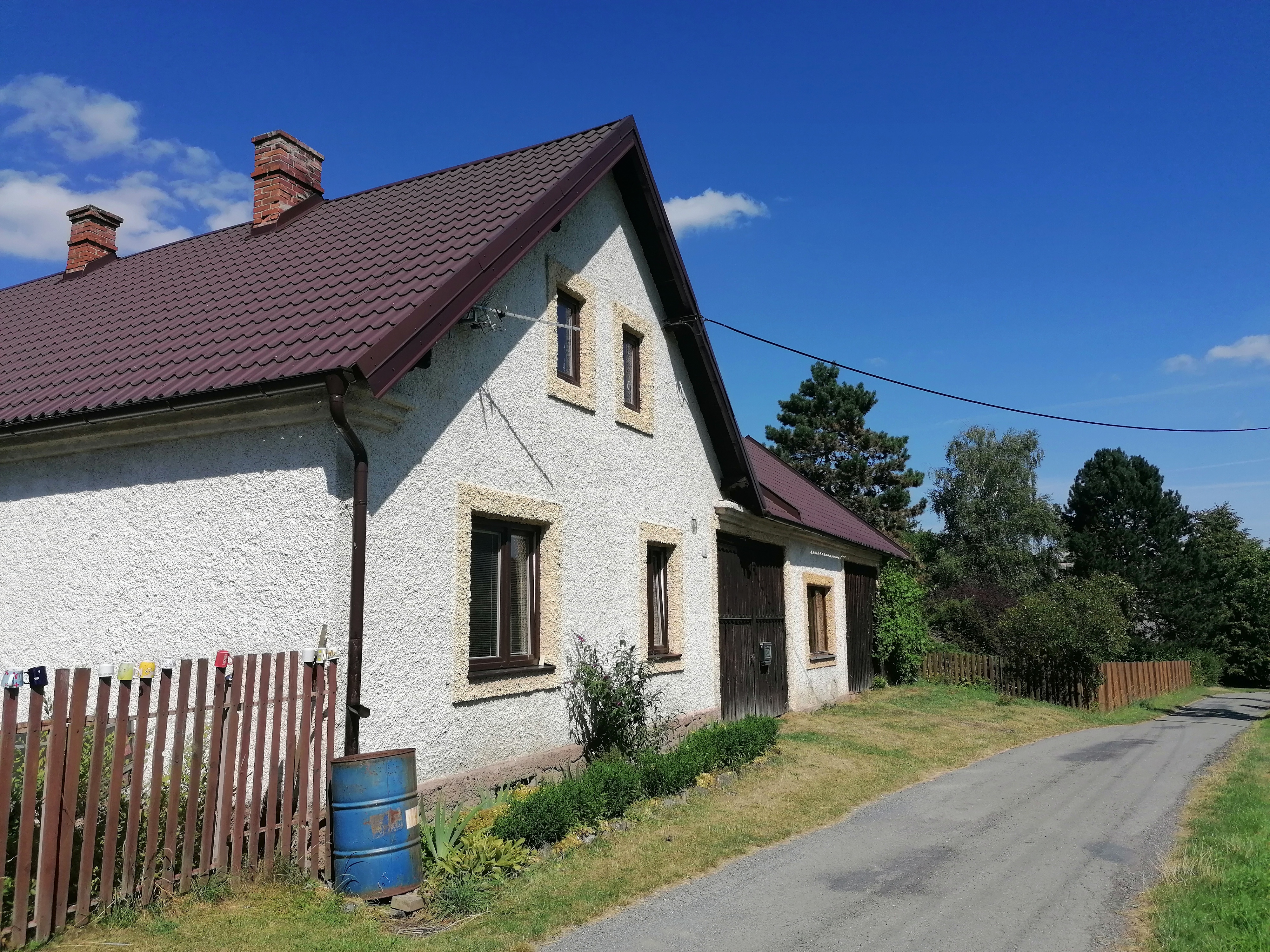
Původní zástavba v Bušíně

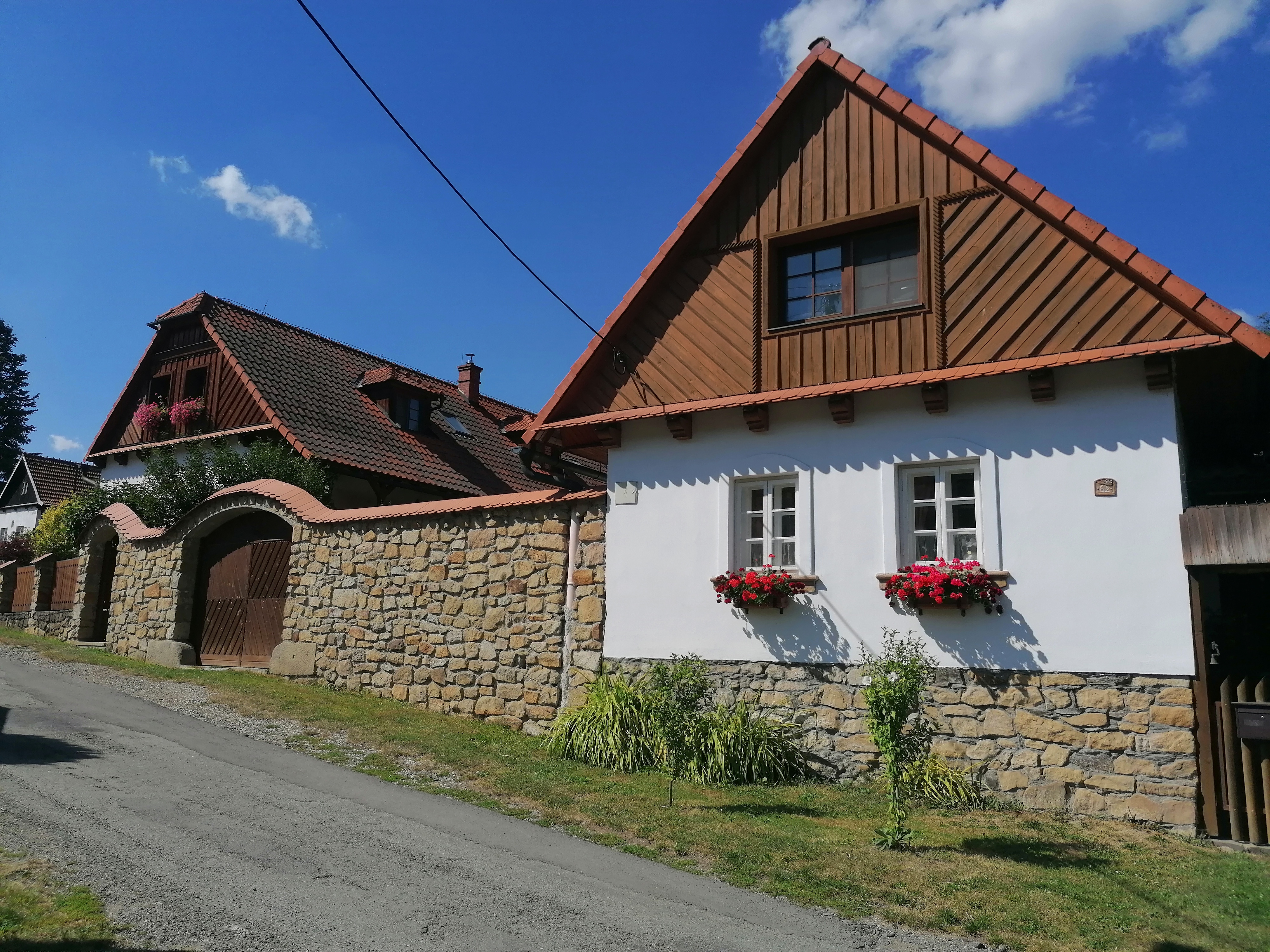
Domy

Bušín (německy Buschein, Puschein) je osada, která je součástí Studené Loučky, místní části města Mohelnice v Olomouckém kraji. Nachází se v katastrálním území Bušín u Studené Loučky o rozloze 0,796 km². V roce 2011 zde žilo 12 obyvatel v šesti domech.

## Přírodní poměry
Osada se nachází v nadmořské výšce 450 m v Zábřežské vrchovině a je obklopena lesy.

## Historie
První zmínka o Bušíně pochází z roku 1447 a je zde zmiňován společně se Studenou Loučkou. Ale již v roce 1490 je ves uváděna jako pustá. Krátce předtím zanikla, dle historiků zřejmě v důsledku česko-uherských válek.
Bušín byl znovu obnoven jako činžovní osada v roce 1720 majitelem žádlovického panství Petrem Bukůvkou z Bukůvky (1692–1742). Obdobně byly založeny nebo obnoveny osady Buková, Paseky a Zavadilka. Zda stojí dnešní Bušín přímo na místě původní zaniklé středověké vsi však není zcela jisté.
Poprvé je novodobá osada Bušín zmiňována v matrice fary ve Starém Maletíně 1. ledna 1721, kdy se zde narodilo dítě manželům Peschkovým.
V roce 1787 získal Bušín statut samostatné obce, jejíž samostatné postavení stvrzovalo i zřízení rychtářské funkce a přidělení obecní pečeti. Kolem roku 1850 se Bušín stal již natrvalo osadou Studené Loučky, stejně jako nedaleká Buková.
V roce 1946 došlo k odsunu většiny německy mluvícího obyvatelstva.

## Pamětihodnosti

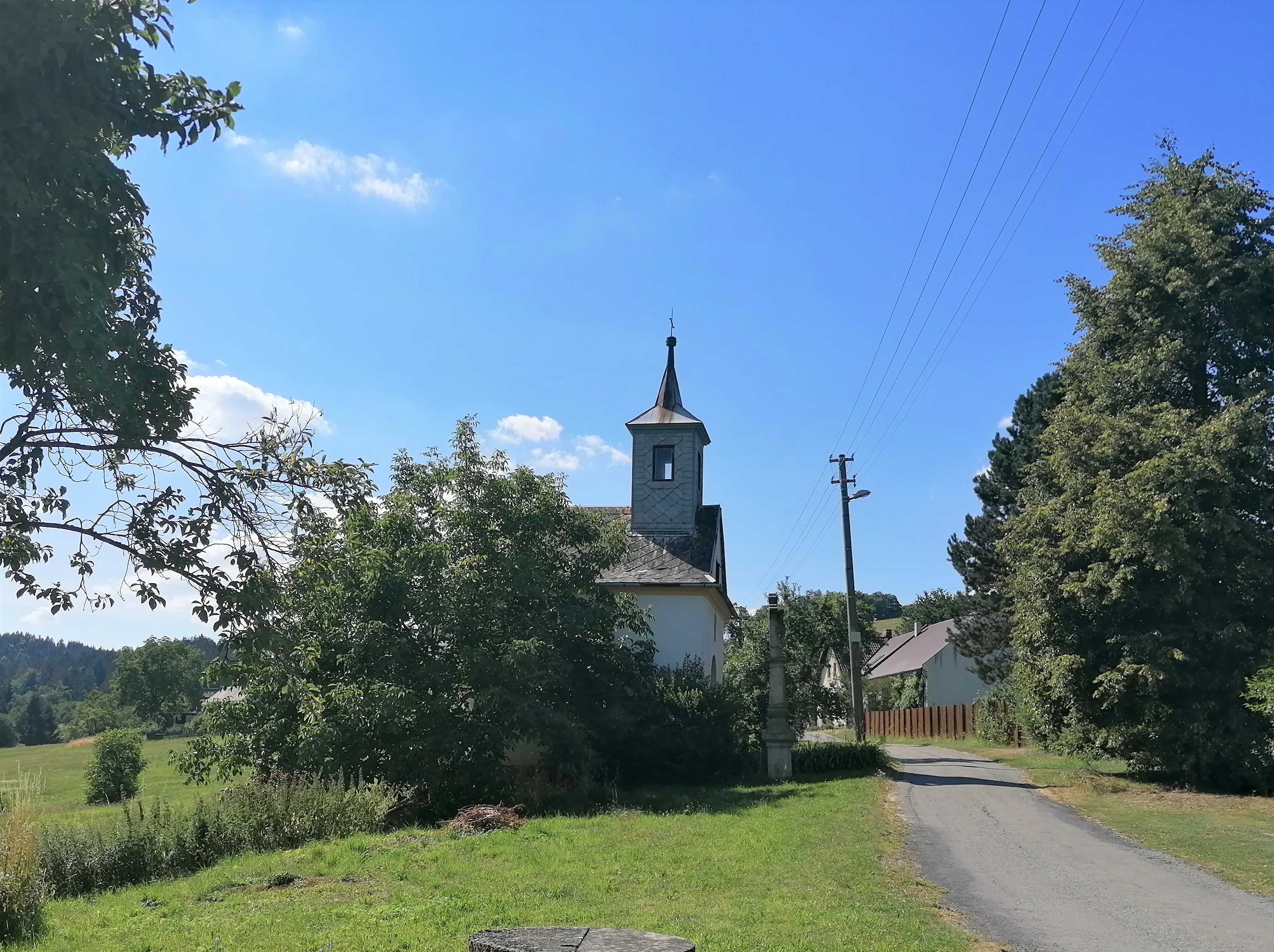
Kaple sv. Rocha v Bušíně

V Bušíně se nachází kaple sv. Rocha, která byla posvěcena 30. října 1898 jako Kaiser-Jubiläumskapelle k 50. výročí panování císaře Františka Josefa I.
Před kaplí pískovcový kříž datovaný r. 1807.

## Reference

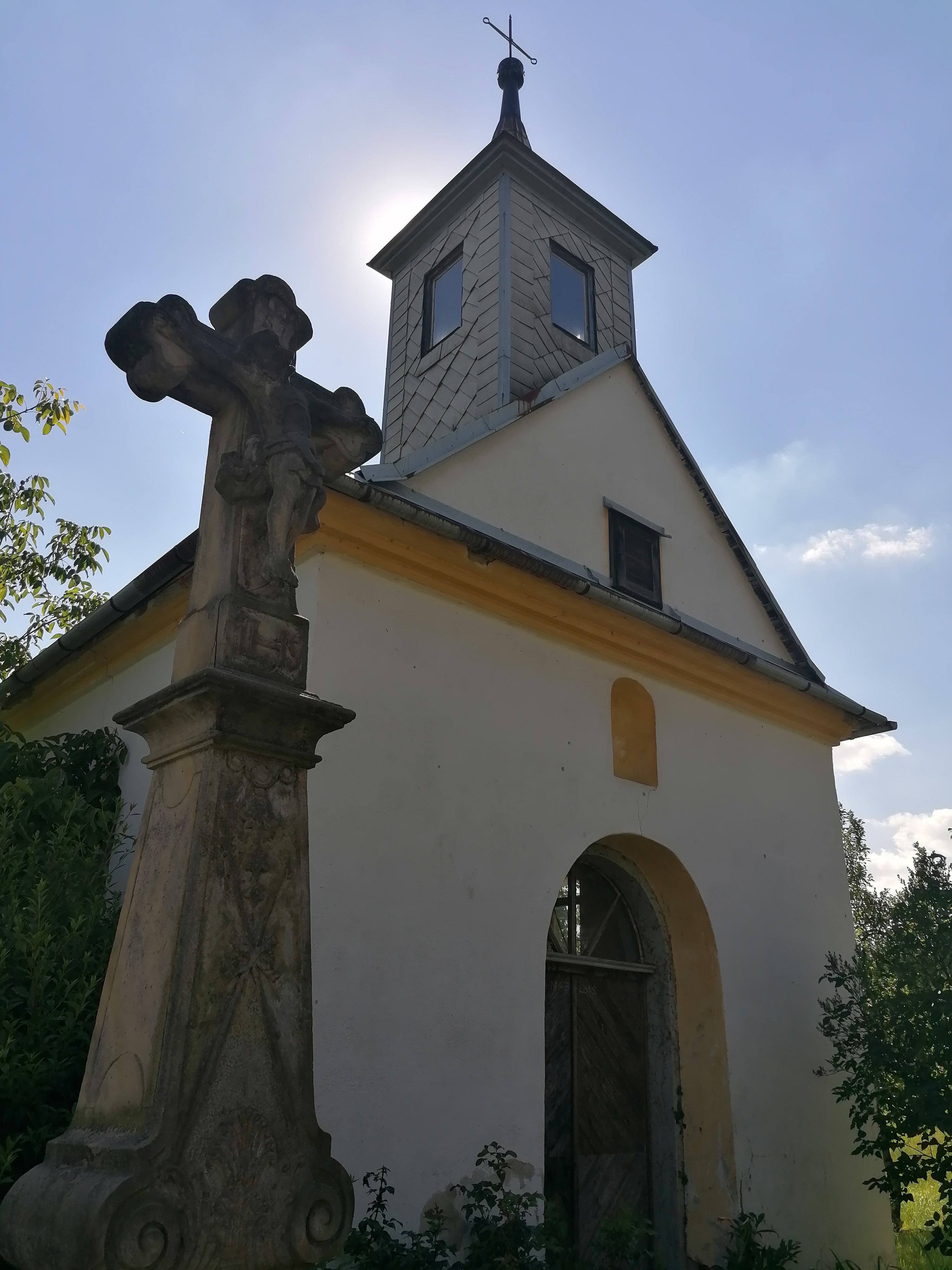
Kříž z r. 1807 před kaplí